# Secretaría de Estado de Administraciones Públicas
La Secretaría de Estado de Administraciones Públicas (SEAP) fue un órgano superior de la Administración Central española que, entre 2011 y 2016, reemplazó al Ministerio de Administraciones Públicas mientras sus responsabilidades fueron asumidas por el Ministerio de Hacienda y Administraciones Públicas. Fue suprimida el 3 de noviembre de 2016, pasando sus funciones a las restablecidas secretarias de estado de Función Pública y de Administraciones Territoriales. Su único titular fue Antonio Beteta.
Mientras existió este órgano se promovieron importantes políticas de digitalización de las Administraciones Públicas y se impulsó la renovación de la legislación relacionada con los ámbitos de las administraciones y función públicas.